# Colônia Vargem Grande
A Colônia Vargem Grande (ou "Varzea Grande"), situada às margens do rio Cubatão, na província brasileira de Santa Catarina, teve início em 1837 quando 44 colonos, sendo 43 alemães e 1 dinamarquês abandonaram a Colônia de São Pedro de Alcântara por não julgarem boas as terras que lhes foram destinadas, e foram para uma vargem a cerca de uma légua e meia de Santo Amaro da Imperatriz e a 6 léguas da capital, ao longo da nova estrada das Caldas da Imperatriz para Lages.
Algumas famílias brasileiras acompanharam a curta migração destes colonos, começando em breve a nova colônia a prosperar, o que não era de se admirar, ante a operosidade de seus povoadores e à boa qualidade das terras.
Dos 44 estrangeiros, 26 eram do sexo masculino e 18 do feminino, de diversas idades e profissões, tendo até junho de 1853 falecido duas mulheres.
Até fins do mesmo ano de 1853 tinham nascido na colônia 67 crianças, sendo 30 do sexo masculino e 37 do feminino, falecendo duas de cada sexo, o que somava para a colônia, deduzidos os 4 decessos, 107 pessoas. Adicionando-se mais 7 colonos, dois estrangeiros e cinco brasileiros, que entraram para a colônia em virtude de casamentos, tem-se para o total da população 114 pessoas, excluídos, bem entendido, os habitantes naturais do país, que, junto com os estrangeiros, procuraram as terras da colônia.
De 1837 a 1853, isto é, em 16 anos, só se registraram na colônia 4 falecimentos, o que vinha atestar a salubridade do lugar, tendo sem outro concurso que o dos nascimentos, mais que duplicado a população.
Em 1854 o então presidente da província João José Coutinho, dizia a respeito da colônia: "Sem regulamento especial, vivendo em comum com os brasileiros e professando quase todos a religião católica, não pode ser considerada colônia, e sim parte da freguesia de São José, a que pertencem os habitantes daquelas, separados uns dos outros unicamente pelas cercas divisórias de seus sitios."
A colônia era contígua à Colônia Santa Isabel e teve como administrador o coronel Joaquim Xavier Neves. Este funcionário propunha em 1849, para o rápido desenvolvimento da colônia, a construção de uma estrada até o porto de embarque, a construção de uma capela e o estabelecimento de outra colônia no Trombudo, a fim de garantir o trânsito de tropas de Lages, providência que foi tomada em 1853, com a instalação da Colônia Militar de Santa Teresa.